# Sunnyside (serie de televisión)
Sunnyside es una serie de televisión de comedia estadounidense creada por Kal Penn y Matt Murray. La serie se estrenó el 26 de septiembre de 2019 en NBC. La serie es producida por Panther Co., Fremulon, 3 Arts Entertainment en asociación con Universal Television, con Penn y Murray sirviendo como productores ejecutivos.
El 15 de octubre de 2019, se anunció que NBC había sacado del aire el resto de episodios de la serie, y que la undécima y última temporada de Will & Grace, que inicialmente se estrenaría a mitad de la temporada, se estrenaría en su mismo horario de emisión. La serie es tratada como la primera cancelación de la temporada televisiva 2019-2020 por parte de la cadena de televisión. El resto de los episodios se lanzarían en línea en la aplicación de NBC, en NBC.com y en otras plataformas de vídeo bajo demanda, finalizando el 5 de diciembre de 2019.

## Premisa
Ambientada en Sunnyside, Queens en la ciudad de Nueva York, la serie sigue a Garrett Modi, un ex-Concejal de Nueva York, que encuentra su vocación cuando se enfrenta a inmigrantes necesitados de su ayuda y en busca del Sueño americano.

## Elenco

### Principal
- Kal Penn como Garrett Modi, un ex-Concejal de Nueva York destituido de su cargo después de haber sido acusado de sobornar a un oficial de policía. Ahora ayuda a un grupo de inmigrantes a recibir estatus legal permanente en los Estados Unidos mientras trata de mejorar como persona.
- Diana-Maria Riva como Griselda, una Inmigrante dominicana, casada con un ciudadano de los Estados Unidos. Un chiste constante es que ella trabaja en un número irrazonable de trabajos, a menudo en lugares aparentemente aleatorios.
- Poppy Liu como Mei Lin, una miembro de una familia asiática rica, con una visa EB-5, que busca la ciudadanía estadounidense.
- Joel Kim Booster como Jun Ho, el hermano de Mei Lin, también con visa EB-5 y buscando la ciudadanía estadounidense.
- Moses Storm como Bojan/Brady, nacido en Moldavia y traído a los Estados Unidos por sus padres a la edad de 2 años, inscrito en Acción Diferida para los Llegados en la Infancia, buscando un estatus legal en los Estados Unidos.
- Samba Schutte como Hakim, un inmigrante etíope, anteriormente un cirujano cardiotorácico en Etiopía y actualmente conductor de taxi porque no tiene licencia para ejercer la medicina en los Estados Unidos.
- Kiran Deol como Mallory Modi, La hermana de Garrett, una doctora con éxito.

### Recurrente
- Ana Villafañe como Diana Barea, la concejal idealista y competente elegida para reemplazar a Garrett.
- Tudor Petrut como Drazen Barbu, un DJ amateur e inmigrante de Moldavia.
- Nick Gracer como Stanislav, un inmigrante moldavo y dueño de una tienda de la esquina que conoce a Brady desde que era un niño.

### Invitados
- John Michael Higgins como Wallace Furley, un estafador profesional que se hace pasar por abogado de inmigración.
- Beck Bennett como Tripp Henson, un presentador de noticias por cable y viejo amigo de Garrett que pelea con Diana.
- Fortune Feimster como Michelle Pinholster, la esposa de Griselda.
- Natalie Morales como Celeste, la exnovia de Garrett.

## Episodios
| Transmisión en televisión |                                 |               |                                   |                          |      |
| 1 | «Pilot»                         | Oz Rodriguez  | Kal Penn & Matt Murray            | 26 de septiembre de 2019 | 1.77 |
| El exconcejal Garrett Modi es expulsado de su oficina por su sucesora Diana Barea, se muda con su hermana y se dedica a hacer apariciones humillantes y pagadas para mantenerse a sí mismo. Justo cuando parece que no puede hundirse más, un grupo de inmigrantes - Brady, Griselda, Hakim, Drazen y sus hermanos Jun Ho y Mei Lin - le pagan para que encuentre a alguien que les ayude a terminar sus clases de ciudadanía. Garrett miente, diciendo que tiene conexiones, y se ofrece a actuar como instructor sustituto; en secreto, espera usar al grupo como plataforma de lanzamiento para su regreso político. Drazen es arrestado por ICE, y el esquema de Garrett es expuesto, causando que el grupo lo abandone con disgusto. Acosado por la culpa, Garrett los redondea y va a ver a Diana, que está de acuerdo en ayudar a encontrar a Drazen. Garrett entonces establece un salón de clases en el apartamento de su hermana, prometiendo permanecer con el grupo hasta que se conviertan en ciudadanos.                                            |                                 |               |                                   |                          |      |
| 2 | «The Ethiopian Executioner»     | Oz Rodriguez  | Amy Hubbs                         | 3 de octubre de 2019     | 1.25 |
| Garrett y Griselda descubren que Hakim ha estado dando dinero en secreto a un hombre que dice ser abogado de inmigración para que pueda conseguir una visa para su hermana. Furioso porque uno de sus estudiantes está siendo estafado, Garrett va a confrontar al estafador solo para ser fácilmente engañado y darle tiempo al ladrón para que limpie su oficina. A Griselda se le ocurre la idea de atrapar al falso abogado fingiendo que necesita una visa para su madre, pero Hakim arruina el plan. El ladrón, creyendo que su secreto está a salvo, admite haber robado, lo que Hakim graba con una cámara oculta y utiliza para chantajearlo para que devuelva su dinero. Brady convence a Jun Ho y a Mei Lin de que es su amigo para que pueda aprovecharse de su riqueza, pero cuando los hermanos revelan que lo consideran su único amigo de verdad, decide ayudarles a aprender a disfrutar de la vida sin tener que gastar tanto dinero. |                                 |               |                                   |                          |      |
| 3 | «Dr. Potato»                    | Heather Jack  | Dan Klein                         | 10 de octubre de 2019    | 1.18 |
| Diana está de acuerdo en ayudar a Garrett en su intento de liberar a Drazen de la custodia, llevándose a Griselda, Jun Ho y Mei Lin para que lo vean en el centro de detención mientras Garrett y los demás tratan de localizar a su familia. Un amigo de Brady les presenta a Lyudmila, la esposa de Drazen, que está escondida; Garrett hace los arreglos para que se quede con Mallory durante el día. Mientras espera en la fila, Griselda se cansa del comportamiento llorón e inmaduro de sus hermanos, y cuando se da cuenta de que no saben cómo actuar como adultos, decide actuar como una figura materna para ellos. Diana es expulsada por comportamiento perturbador, dejando a Garrett con la carga de tener que actuar como testigo de carácter de Drazen en su audiencia de fianza. A pesar de su apasionada súplica, Drazen no es liberado. Sin embargo, Diana puede conseguir un abogado que lo represente e informa al grupo que será retenido indefinidamente en lugar de ser deportado.                                                      |                                 |               |                                   |                          |      |
| 4 | «Mondale»                       | Maggie Carey  | Evan Waite                        | 17 de octubre de 2019    | 1.20 |
| Jun Ho y Mei Lin son informados de que su padre está enviando a alguien para que compruebe su «negocio», que han establecido para cumplir con sus visados. Temerosos de molestarle, le piden a Garrett ayuda para establecer una compañía falsa para engañar al observador. El hijo de Griselda, Erik, un aspirante a actor, le pide que le preste todos sus ahorros para pagar un backstage de su estafa de Hamilton, Mondale. Hakim y Brady intervienen, y Erik cancela la actuación, lo que lleva a Griselda a regañarles porque cree que su hijo merece seguir cualquier carrera que él quiera, incluso si tiene que hacer sacrificios. Los hermanos aprenden que su padre no los considera dignos de su tiempo, y Garrett los defiende; los hermanos entonces le imprimen como su verdadero «padre». Erik pone en escena su musical con la ayuda de Hakim y dona la pequeña ganancia de 45 dólares que hizo a su madre para pagarle. |                                 |               |                                   |                          |      |
| Transmisión en línea |                                 |               |                                   |                          |      |
| 5 | «Schnorf Town»                  | Paymen Benz   | Damir Konjicija & Dario Konjicija | 24 de octubre de 2019    | N/A  |
| Diana hace su debut en las noticias por cable para promover un proyecto de ley de vivienda asequible, solo para ser gritada y humillada por el presentador del programa, Tripp Henson. Garrett ofrece dar sus consejos sobre cómo «jugar el juego», pero Diana se niega a rebajarse al nivel de Tripp y posteriormente Garrett empeora las cosas cuando Tripp afirma falsamente que apoyó el proyecto de ley, lo que reduce sus posibilidades de pasar para siempre. Hakim y Brady establecieron una clínica ilegal en una bodega para tratar a pacientes de bajos ingresos, pero Mallory los cierra cuando una mujer embarazada viene a dar a luz a su bebé. Diana y Garrett hacen una aparición conjunta en el programa de Tripp; Garrett deja que ella lo desgarre para sacar a Tripp de su juego, lo que resulta en que el proyecto de ley tenga una segunda vida cuando el consejo decide darle un voto de piso. Mallory le dice a Hakim que está dispuesta a escribirle una recomendación para la residencia que necesita para ser certificado como médico. |                                 |               |                                   |                          |      |
| 6 | «Skirt-Skirt!»                  | Jay Karas     | Polina Diaz                       | 31 de octubre de 2019    | N/A  |
| Solo en Halloween, Garrett convence al grupo de celebrar una fiesta en su bar local, Viola. También invita a tres de sus viejos amigos de sus días en el Ayuntamiento, con la esperanza de persuadirlos de que financien sus aspiraciones políticas. Mientras planean la fiesta, Jun Ho y Mei Lin tienen su primer argumento como hermanos, lo que resulta en que ambos se aferran a Griselda y Brady respectivamente como reemplazo del otro. Garrett trata de impresionar a sus amigos, ignorando las preocupaciones de Hakim de que no lo respeten en absoluto. Cuando deciden irse, les pregunta si seguirían siendo amigos si no tuviera conexiones que explotar, y se entera de que no las tendrían. Los hermanos participan en una batalla de baile extremadamente sexualizada para resolver su desacuerdo y hacer las paces. Garrett acepta que Hakim y los otros son sus verdaderos amigos. |                                 |               |                                   |                          |      |
| 7 | «Pants Full of Sandwiches»      | Jeff Blitz    | Paiman Kalayeh                    | 7 de noviembre de 2019   | N/A  |
| Garrett intenta recuperar a su ex, Celeste, pero cuando ella lo rechaza, se emborracha y, sin querer, abre una brecha entre Griselda y su esposa Michelle en la víspera de una entrevista importante para la tarjeta verde de la primera. Jun Ho y Mei Lin han sido informados de que los bienes de su padre han sido embargados, lo que les ha llevado a la quiebra. Brady ofrece enseñarles cómo obtener comida y bebidas gratis, pero Mei Lin confiesa que de hecho tiene dinero escondido y tiene la intención de enseñarle a Jun Ho una lección sobre gastos frívolos. Una conversación con Celeste hace que Garrett se dé cuenta de cómo su renuencia a ser abierto con ella arruinó su relación, e interviene para arreglar el matrimonio de Griselda a tiempo para la entrevista. Jun Ho descubre el engaño de su hermana, pero admite que la experiencia le ha enseñado la importancia de ahorrar aunque ahora sean ricos de nuevo. |                                 |               |                                   |                          |      |
| 8 | «Too Many Lumpies»              | Linda Mendoza | Ayo Edebiri                       | 14 de noviembre de 2019  | N/A  |
| Garrett y Mallory se ofrecen como voluntarios para organizar el Día de Acción de Gracias para sus padres. Garrett trae al grupo para ayudar, y Hakim visita su primer supermercado con Brady, que se está muriendo de hambre por el pavo. Cuando llegan sus padres, una discusión estalla cuando Garrett se da cuenta de que nunca han creído realmente en él y Mallory los acusa de condicionarla a trabajar demasiado duro para que todo sea perfecto. Molesto, los padres se van y Mallory termina sirviendo una cena cruda a Garrett y al grupo. Griselda arroja sus zapatos a los dos y los castiga por echarles la culpa. Garrett y Mallory se dan cuenta de que tienen que disculparse y seguir a sus padres al Olive Garden, donde Garrett aprende que sus padres simplemente no querían hacerlo miserable disciplinándolo duramente y Mallory acepta que ella es la que está trabajando demasiado. Se hacen enmiendas, y todos regresan al apartamento de Mallory para una comida apropiada de Acción de Gracias.                                        |                                 |               |                                   |                          |      |
| 9 | «Sigma Triangle Squiggly Thing» | David Miller  | Andy Gosche                       | 21 de noviembre de 2019  | N/A  |
| 10 | «I Don't Know Her»              | Anya Adams    | April Quioh                       | 28 de noviembre de 2019  | N/A  |
| 11 | «Multicultural Tube of Meat»    | Rebecca Asher | Aseem Batra                       | 5 de diciembre de 2019   | N/A  |

## Producción

### Desarrollo
El 28 de enero de 2019, se anunció que NBC había dado a la serie, una orden de la producción del piloto. El piloto fue escrito por Kal Penn quien produce junto a Matt Murray, Michael Schur, David Miner y Dan Spilo. Las compañías de producción involucradas con el piloto incluyen a 3 Arts Entertainment y Universal Television. En marzo de 2019, el piloto fue llamado Sunnyside. El 6 de mayo de 2019, NBC había ordenado la producción de la serie, junto con Bluff City Law. Un día después, se anunció que la serie se estrenaría en el otoño de 2019 y se emitiría el jueves por la noche a las 9:30 p. m. en la temporada televisiva 2019–20. La serie se estrenó el 26 de septiembre de 2019.

### Casting
En marzo de 2019, se anunció que Kiran Deol, Moses Storm, Diana Maria Riva, Samba Schutte, Poppy Liu, Joel Kim Booster y Tudor Petrut se habían unido al elenco principal de la serie, junto con Kal Penn.

## Lanzamiento

### Marketing
El 12 de mayo de 2019, NBC lanzó el primer tráiler oficial de la serie.

## Recepción
En Rotten Tomatoes la serie tiene un índice de aprobación del 38%, basado en 13 reseñas, con una calificación promedio de 5.25/10. El consenso crítico del sitio dice, «Sunnyside se conforma con una amplia comedia sobre las ideas específicas que su tema ansía, sin cambiar su excelente elenco y los temas oportunos en el proceso». En Metacritic, tiene puntaje promedio ponderado de 57 sobre 100, basada en 10 reseñas, lo que indica «criticas mixtas o medias».

## Cancelación
El 15 de octubre de 2019, la NBC retiró la serie de su programación, debido a los bajos índices de audiencia. NBC ordenó hasta un undécimo episodio de Sunnyside, y los últimos siete episodios estarán disponibles en las plataformas digitales. Will & Grace reemplaó a Sunnyside en la programación.